# Campanula transsilvanica
Campanula transsilvanica är en klockväxtart som beskrevs av Philipp Johann Ferdinand Schur och Éduard-François André. Campanula transsilvanica ingår i släktet blåklockor, och familjen klockväxter. Inga underarter finns listade i Catalogue of Life.